# Zwój Dharmy
Zwój Dharmy (chiń. trad. 法卷; pinyin fǎjuàn) – klasztorne wykazy następstwa pokoleń, które zastąpiły dawniejsze elementy świadczące o przekazie Dharmy w szkole chan.
Przez kilkaset lat w chanie przekaz Dharmy z mistrza na ucznia potwierdzany był przede wszystkim przekazaniem szaty i misek. Zwyczaj stał się trudny do kontynuowania w związku z demokratyzacją przekazu. Mistrz nie przekazywał już Dharmy tylko jednemu uczniowi, ale kilku. Od około 1700 r. w chińskim chanie praktyka ta została zastąpiona przez pisemne potwierdzenie, które nosi nazwę „zwoju Dharmy” (chiń. fajuan).

## Tekst zwoju
Tekst na typowym zwoju Dharmy rozpoczyna się od historii przekazu od Buddy dla Mahakaśjapy. Następnie opisana jest cała linia przekazu, w której wymienione są nazwiska każdego kolejnego mistrza chan. Podane są nazwiska mistrzów założycieli poszczególnych linii przekazu, założycieli szkół i podszkół. Oczywiście uczniowi, któremu przekazywano Dharmę, przedstawiano tylko historię jego linii przekazu. Każdy wymieniony mistrz ma swój numer pokoleniowy. Na przykład: Linji Yixuan był założycielem szkoły linji, a więc ta część zwoju zaczynała się w następujący sposób: „Pierwszym pokoleniem był mistrz medytacji (chan) Linji Yixuan. Drugim pokoleniem był mistrz medytacji Guangji Cunjiang. Trzecim pokoleniem był...” itd.
Zwój kończył się następującym zdaniem: „Mistrz (...) przekazał mnie, a ja przekazuję tobie jako [np.] pięćdziesiąte pokolenie ortodoksyjnej linii linji i jako osiemdziesiąte dziewiąte pokolenie od Buddy Siakjamuniego”.
Zwój potwierdzał ortodoksyjne zrozumienie nauk chan przez ucznia i wykazywał, że było ono ortodoksyjne, gdyż pochodziło od samego Buddy. Osoba, która otrzymała taki zwój, była w pełni wykwalifikowana do samodzielnego nauczania. Opat klasztoru był ponad wszystkimi nauczycielami, więc było zrozumiałe, iż odchodzący na emeryturę opat przekazywał Dharmę swojemu następcy jako pieczęć przekazu autorytetu – autorytetu nauczania.

## Ceremonia przekazywania zwoju
Ceremonia przekazywania zwoju odbywała się zazwyczaj w pawilonie Dharmy (chiń. trad. 法堂; pinyin fǎtáng) natychmiast po objęciu stanowiska przez nowego opata. Kończyło to cały proces obejmowania stanowiska. Czasem jednak odchodzący opat przekazywał Dharmę następcy jeszcze przed inwestyturą, a nawet jeszcze przed wybraniem następcy. Również przekazywano Dharmę bez żadnego odniesienia do zostania opatem klasztoru; był to wtedy znak potwierdzenia lub wzmocnienia więzi personalnych. Ceremonia była prosta, ale uroczysta. Po śniadaniu bracia z przekazującego pokolenia siadali na platformie w sali Dharmy. Ubrani byli w szaty patriarchalne (chiń. zuiyi), siadali w kolejności starszeństwa (czyli 4 – 2 – 1 – 3 – 5, lewa strona jest w Chinach uprzywilejowana). Uczniowie, także w szatach patriarchalnych, wchodzili kierowani przez czcigodnego nauczyciela i stawali na wskazanych przez niego miejscach przed platformą, także według starszeństwa, które wynikało z kompetencji i dojrzałości. Było to ważne, gdyż najstarszy z braci (chiń. da fashi) najpewniej zostanie wkrótce opatem. Następnie uczniowie wykonywali dziewięć pełnych pokłonów. Następnie wszyscy klękali, a najstarszy brat z przekazującej generacji wygłaszał krótką mowę o znaczeniu tej ceremonii. Potem czytał zwój Dharmy z nazwiskami dawnych mistrzów pokolenie po pokoleniu. Po skończeniu czytania uczniowie wykonywali jeden pełny pokłon i wstawali. Tak kończyła się cała ceremonia (chiń. shouji).
Większość klasztorów, w tym i te największe (jak Tianning, Haichao, Liuyun) dawała każdemu uczniowi jego własny zwój Dharmy, skopiowany ze zwoju poprzedniego pokolenia. Były jednak klasztory (np. Jinshan czy Qixia), które nie dawały uczniom nawet zwoju. Posiadały one tylko „ogólny zwój” (chiń. zongdi fajuan), który pozostawał we władaniu klasztoru. Był przechowywany przez opata i wręczany z dopiskami nowemu opatowi.
System łączenia przekazu Dharmy z przejęciem funkcji opata doczekał się krytyki. Xuyun (1840-1959) odmawiał przyjęcia i przekazywania Dharmy jako opat klasztorów Gushan, Nanhua czy Liurong. Tak samo postępował mnich reformator Taixu (1890-1947), gdy był opatem Nanputuo. Również podobnie postępował Tanxu (1875-1963), który w swojej autobiografii zamieścił tekst „Przekazywanie Dharmy bez przekazywania [funkcji] opata”.